# William Morton (explorateur)
Pour les articles homonymes, voir William Morton et Morton.
William Morton, né en Irlande en 1822 et mort à Sitka (Alaska) le 3 décembre 1883, est un officier de marine et explorateur américain. 

## Biographie
Il prend part dès 1854 à l'expédition d'Elisha Kent Kane sur l'Advance comme lieutenant-stewart à la recherche de John Franklin. Il est envoyé en juin explorer la côte nord-ouest du Groenland avec l'Inuit Hans Hendrik, atteint le cap Constitution et plante le drapeau des États-Unis au delà du 82e degré en Arctique. Il témoigne alors d'avoir aperçu une mer libre, près de la Terre de Grinnell, ce qui sera par la suite contesté par de nombreux explorateurs. Il découvre par ailleurs un cap qu'il nomme cap Jefferson. 
En 1871, il repart pour l'Arctique sur le Polaris de Charles Francis Hall comme second-maître,.

## Hommages
- Cape Morton (en) du Groenland a été nommé en son honneur.
- Jules Verne le mentionne dans Les Aventures du capitaine Hatteras (partie 1, chapitre XIII), dans Le Pays des fourrures (partie 1, chapitre V) et dans Sans dessus dessous (VII).